# Aleksandra Havran
Aleksandra Havran (en serbio: Александра Хавран; 9 de agosto de 2004) es una deportista serbia que compite en tiro, en la modalidad de rifle. Ganó dos medallas en el Campeonato Europeo de Tiro en 10 m de 2025, plata en rifle 10 m mixto y bronce en rifle 10 m.

## Palmarés internacional
| Campeonato Europeo | Campeonato Europeo | Campeonato Europeo | Campeonato Europeo |
| Año                | Lugar              | Medalla            | Prueba             |
| ------------------ | ------------------ | ------------------ | ------------------ |
| 2025               | Osijek (Croacia)   | Medalla de plata   | Rifle 10 m mixto   |
| 2025               | Osijek (Croacia)   | Medalla de bronce  | Rifle 10 m         |